# 硫化鉄(II)
硫化鉄(II)（りゅうかてつ(II)、Iron(II) sulfide）は、組成式 FeS の無機化合物である。粉末の硫化鉄(II)は自然発火性物質である。
硫黄と鉄とを反応させると得られる。
{\displaystyle {\ce {S8(s)\ + 8Fe(s) -> 8FeS(s)}}}

## 硫化鉄の種類
硫化鉄にはいくつかのはっきり区別された種類が存在する。
- 磁硫鉄鉱(Fe1-xS)は、Desulfovibrionales細菌の排出物で作られる鉱物で、フェリ磁性を持つ。
- トロイリ鉱(FeS)は、磁硫鉄鉱によく似た鉱物であるが、強磁性を持たない。
- マッキーノ鉱(Fe1+xS)は、不安定な鉱物で、層状の構造を持つ。
- 黄鉄鉱(FeS2)は、金のような光沢を持ち、「愚者の黄金」とも呼ばれる。

## 実験利用
加熱すると硫化鉄に化合する。中学理科の実験では、硫黄と鉄粉を混ぜ合わせたものを試験管(または筒状にしたアルミニウム箔)に入れて加熱し、硫化鉄(II) を得るという実験が行われることが多い。
{\displaystyle {\ce {Fe\ + S -> FeS}}}
希塩酸や希硫酸と混合すると硫化水素を生成する。
{\displaystyle {\ce {FeS\ + 2HCl -> H2S\ + FeCl2}}}
{\displaystyle {\ce {FeS\ + H2SO4 -> H2S\ + FeSO4}}}
右の写真は燃焼の様子である。